# Johann Emanuel Grob
Johann Emanuel Grob (Rorbas, 19 juni 1834 - Winterthur, 8 oktober 1909), was een Zwitsers politicus.
Johann Emanuel Grob volgde onderwijs aan het gymnasium in de stad Zürich. Sedert 1852 studeerde hij theologie in de stad Bazel en van 1854 tot 1855 in de stad Zürich. Van 1856 tot 1858 was hij vicaris in Hinwill, hierna was hij van 1858 tot 1882 dominee te Hedingen. In 1868 was hij gedurende twee jaar hoofdredacteur van de Freinen Aemtler.
Johann Emanuel Grob werd politiek actief. Hij was aanvankelijk een conservatief, maar ontwikkelde zich gedurende de jaren 60 van de 19e eeuw in democratische richting. Van 1866 tot 1869 zat hij namens de Democratische Partij van het kanton Zürich in de Grote Raad van het kanton Zürich, van 1869 tot 1872 en van 1875 tot 1882 in de Kantonsraad van Zürich. Van 1882 tot 1901 maakte hij deel uit van de Regeringsraad. Hij beheerde de departementen van Onderwijs (1882-1888; 1893-1899), Volksgezondheid (1883-1893) en van Binnenlandse Zaken (1899). Tegelijkertijd was hij lid van de Kerkenraad van het kanton Zürich (bestuur van de kantonnale Gereformeerde Kerk van Zwitserland). Van 1901 tot 1909 had hij de leiding over de ziekenhuizen in Winterthur.
Johann Emanuel Grob was in 1885, 1892 en in 1897 voorzitter van de Regeringsraad (dat wil zeggen regeringsleider van het kanton Zürich).
Johann Emanuel Grob was een begenadigd zanger en dichter.

## Voetnoten
1. ↑  Niet te verwarren met de in de Rooms-Katholieke Kerk vicaris. Een vicaris (Vikar) in de Gereformeerde Kerk van Zwitserland moet zich gedurende een jaar of enkele jaren in praktijk bewijzen alvorens volwaardig dominee (Pfarrer) te worden.

- Gemeinsame Normdatei: 1051601525
- Historisch woordenboek van Zwitserland: 005903
- Virtual International Authority File: 308727809